# Plioreocepta
Plioreocepta is een geslacht van insecten uit de familie van de boorvliegen (Tephritidae).

## Soort
- Plioreocepta poeciloptera - Aspergevlieg (Schrank, 1776)